# Course à la fortune
 (avril 2017).
Si vous disposez d'ouvrages ou d'articles de référence ou si vous connaissez des sites web de qualité traitant du thème abordé ici, merci de compléter l'article en donnant les références utiles à sa vérifiabilité et en les liant à la section « Notes et références ».
Course à la fortune est un jeu vidéo de société semblable au Monopoly, le but est d'acheter des bâtiments et de faire des investissements afin d'éliminer les adversaires tout en faisant fortune. Ce jeu est le dixième de la série Itadaki Street et est le premier à sortir en dehors du Japon.
Ce jeu possède 18 plateaux inspirés des deux séries Mario et Dragon Quest dans un jeu jouable en solo ou en ligne jusqu'à quatre joueurs.
Un Mii est imposé au joueur. Pour jouer avec les personnages Mario et Dragon Quest, il faut jouer en multijoueur local. Les personnages ont un rang imposé, mais après avoir rempli le mode Circuit, il est possible de donner le rang S à chaque personnage ne l'étant pas.

## Règles
On peut choisir deux types de règles pour jouer :
- La règle facile pour les débutants où le seul but est d'acheter des bâtiments afin de ruiner les autres joueurs.
- Les règles standard qui ont été choisies dans les jeux vidéo de société depuis 1991, le but est aussi d'acheter des bâtiments, mais aussi des actions et les plateaux de jeux sont aussi plus complexes.

## Modes disponibles
Ces deux types de règles possèdent 4 modes :
- Un didacticiel pour expliquer le fonctionnement de l'une des deux règles.
- Un mode circuit dont le but est de gagner dans chaque plateau en étant 1er ou 2e pour la plupart d'entre eux ou 3e et plus pour certains plateaux de jeux.
- Un mode libre où l'on peut choisir les personnages avec lesquels on va jouer, le montant à atteindre et le nombre de joueurs en faillite pour remporter la partie.
- Un mode en ligne pour jouer avec des joueurs du monde entier. Il n'est cependant plus disponible dû à la fermeture du Club Wi-Fi Nintendo.